# Военная академия Венесуэлы
Военная академия Венесуэлы (исп. Academia Militar de Venezuela) является одним из главных учебных центров для подготовки высшего состава вооруженных сил Венесуэлы. Расположена в Фуэрте Тиуна, в Каракасе. Академия была основана 3 сентября 1810 года резолюцией Высшего военного совета Каракаса, подписанной секретарем ВМС Лино Клементе.

## История
После апрельских событий 1810 года резко встала необходимость защищать автономию Венесуэлы (полной независимости ещё не было). Для этого 3 сентября 1810 года было объявлено о создании первой военной академии. Но стремительно произошедшие события не дали реализовать этот проект, так как первая республика исчезла вместе со своими молодыми институтами, Конгрессом, Верховным судом, в том числе и первым министерством обороны.
Позже, в период интеграции Венесуэлы, Новой Гранады и Эквадора в Республику Колумбию (Великая Колумбия), была создана новая национальная академия.
Наконец, 14 октября 1830 года с роспуском Великой Колумбии и стабилизации Республики Венесуэлы оформилась военная школа математики, в качестве школы Центрального университета Венесуэлы.
Во второй половине XIX века Венесуэла вступила в период гражданских беспорядков. В частности, академически подготовленные офицеры сражались против офицеров «montoneras», временных воинских формирований. Революция нанесет удар по военной школы, национальной армии, и, следовательно, кадровые офицеры, были заменены полевыми командирами, часто неграмотными. Последующая политическая нестабильность определит конечную гибель этого института в 1879 году.
В конце XIX века было несколько новых попыток формирования новых институтов для подготовки офицеров, но из-за социальной, экономической и политической нестабильности, а также, что полевые командиры становились президентами в ходе гражданской войны, не позволяют их реализовать.
В конце концов, 20 июля 1910 года, президент Венесуэлы, генерал Хуан Висенте Гомес основал эту академию. Фундаментальной причиной создания академии, является то, что диктатор понял необходимость переоборудования национальной армии, с целью замены «montoneras», потому что, Гомес провел несколько лет своей жизни в борьбе против различных полевых командиров со своими армиями.
Для решения этой задачи, были необходимы новые технологии и кадры, и было решено пригласить иностранных офицеров, для обучения венесуэльских солдат на основе прусской военной системы, славящейся своей дисциплиной и эффективностью. Институт проходит ряд реформ, переживает слияние с Академией ВМФ, чтобы в конечном итоге стать академией, которой она сегодня является.

## Учебный план
Расположенная в Каракасе, основанная в 1910 году, характеризуется преподаванием военной подготовки молодым курсантам в течение 4 лет. В настоящее время её директором является бригадный генерал Жозе Феррейра Орнела.
Эти четыре года включают в себя ряд курсов, в числе которых можно выделить:
- Базовый курс военных парашютистов в Маракае, Арагуа.
- Курс анти-партизанской борьбы на реке Коколлар.
- Курс бойцов в Альтаграсия де Оритуко, Гуарико.

#### План «Симон Родригес»
В Военной академии Венесуэлы, знают о важности глубоких изменений, происходящих на глобальном, региональном и национальном уровнях, и для адаптации к требованиям национальных и международных условий, потребностям офицера третьего тысячелетия, перспективного видения в глобализованном мире, который требует развития знаний и технологий, была пересмотрена и внедрена новая учебная программа «Симон Родригес» - для обеспечения безопасности, обороны и развития нации.
По учебной программе Военной академии нации и дисциплины, выпускник при выпуске имеет все необходимые навыки.

## Выпускники академии
Наиболее известными выпускниками академии являются Маркос Перес Хименес и Уго Чавес. Оба позже стали президентами Венесуэлы.

## Символы

#### Герб академии
Был принят в 1935 году. Состоит из щита с тремя наклоненными вертикальными полосами в цветах флага Венесуэлы. В четырёх углах - четыре маленьких щита, представляющих четыре основные силы армии (пехота, кавалерия, артиллерийские и инженерные войска). Щит увенчан факелом и окружен зелёным лавровым венком.

#### Гимн академии
A la Patria debemos tributo de Inmortal gratitud y de amor pues fundó nuestro Instituto para hacerlo guardián de su honor (Bis)
I Del Inclito Pretérito la inmarcesible gloria nos brindará, en su historia constante inspiración y así mañana indómito podrá nuestro coraje salvar de todo ultraje la Prez del Pabellón.
II Y ya que son las páginas de un libro como un faro pidámosle su claro destello bienechor llevemos como brújula que el éxito encamina constancia, disciplina lealtad y pundonor.
III Si hoy somos tiernos árboles busquemos con presteza tener la fortaleza del roble y del samán: para portar un símbolo tan grávido de asombro

## Связи с общественностью
Академия выпускает газету «Патриот» (El Patriota). С июня 1811 года газета была информативным органом Патриотического общества(es), революционной организации, основанной Франсиско де Мирандой. Газета выпускалась в нескольких сотнях экземпляров, огромное количество для численности населения в то время. С газетой сотрудничал Симон Боливар. Основными темами были экономика, политика, гражданские, религиозные и военные делах.
Газета перестала выпускаться вскоре после независимости. Прошло почти 200 лет и газета возродилась.
В первые годы Боливарианской революции во главе с командующим Уго Чавесом армия, не имела своего собственного информационного органа, пока группа молодых офицеров не начала организовывать газету.
С 2005 года в штабе Министерства обороны под командованием полковника Кливера Алькала Кордонеса, издается новая-старая газета, с Хулио Аугусто Лопесом в качестве редактора. Газета является официальным печатным средством вооруженных сил Венесуэлы, с помощью которого идеи социализма способствовали избранию президентом Уго Чавеса.
Академия имеет свой телеканал - AMTV. Он был создан в период с 2006 по 2008 год по приказу президента Уго Чавеса. Внутри Военной академии Венесуэлы построена телестудия с самым современным оборудованием для своего времени.

## Церемония прощания с Уго Чавесом
7 марта 2013 года, в рамках государственной церемонии прощания и похорон, гроб с телом Уго Чавеса был доставлен в здание Военной академии. 15 марта гроб с телом Уго Чавеса вынесен из Зала славы академии, где на протяжении десяти дней продолжалось прощание с лидером боливарианской революции. В окружении кавалеристов, гарцующих на белых лошадях, катафалк тронулся по направлению к Музею революции (бывшему зданию академии), где гроб стелом Чавеса был положен в саркофаг, который стоит на постаменте в форме цветка.